# Marianne von Werefkin
Marianne von Werefkin (Tula, Rússia, 10 de setembre de 1860 - Ascona, Suïssa, 6 de febrer de 1938) fou una pintora expressionista russa.

## Biografia
Nascuda en una família de militars, va iniciar-se en dibuix i pintura a través de classes privades fins a ingressar a l'Escola d'Arts de Moscou l'any 1883.
L'any 1886 la família va traslladar-se a Sant Petersburg. Allà va continuar formant-se amb el pintor Ilià Repin, pintor d'escenes històriques considerat el "Rembrand rus". Al taller de Repin hi va conèixer el que seria primer el seu mentor i posteriorment, company sentimental, Alexej von Jawlensky.
L'any 1896 va establir-se a Múnic amb Jawlensky. Durant aquesta època va patir un accident de caça que li deformà la mà dreta, que era la que utilitzava per pintar i això la va mantenir inactiva durant gairebé una dècada. Tanmateix, durant aquesta època va continuar treballant en l'àmbit artístic fent de dinamitzadora cultural, impulsant nous grups com la Nova Associació Artística de Múnic, o escrivint diversos assaig sobre estètica entre els quals destaca Lettres à un inconnu, que inclou una definició de l'Expressionisme. Durant aquesta època va relacionar-se amb artistes com Franz Marc, Kandinsky o Gabrielle Münter.
A partir de l'any 1905 va tornar a pintar i va participar en diverses exposicions. Destaquen l'exposició de Der Blaue Reiter de 1912 i la del Primer Saló de Tardor Alemany de Berlín de l'any 1915.
Amb l'esclat de la Primera Guerra Mundial es trasllada a Suïssa i s'estableix a Ascona a partir de l'any 1919, on entra en contacte amb el moviment Dadaista.L'any 1924 funda el grup artístic l'Ossa Major.
Mor a Ascona el 6 de febrer de 1938.
Actualment la seva obra es conserva a la Lenbachhaus de Múnic, el Museu d’Art de Milwaukee i el Museo Comunale d’Arte Moderna d’Ascona, entre d'altres.

## Tècnica i estil pictòric
Marianne von Werefkin realitzava les seves pintures principalment amb la tècnica del tremp i amb la utilització de colors primaris molt contrastats, sense subordinar les formes al color.
Pintava principalment paisatges i figures, generalment dones de classe treballadora. La seva obra té una forta càrrega expressiva i mística que es mostra a través d'una distorsió del món experimentada en estats emocionals profunds.
Va rebre la influència dels moviments simbolista, nabí i fauvista, i de l'obra dels pintors Munch i Kandinsky.